# New Albany (Mississippi)
New Albany è una città (city) degli Stati Uniti d'America, capoluogo della contea di Union, nello Stato del Mississippi.
New Albany è situata a nord-ovest della città di Tupelo. La popolazione era di 7.607 abitanti al censimento del 2000, passati a 8.059 secondo una stima del 2007. In accordo con l'U.S. Census Bureau, la città ha una superficie totale di 44,30 km², di cui 0,1 coperti da acque interne.

## Società

### Evoluzione demografica
In base ai dati del censimento del 2000 vi sono 7.607 persone, formate da 2.027 famiglie residenti in città. La densità di popolazione è di 446 abitanti per miglio quadrato. Ci sono 3.329 unità abitative ad una densità media di 195.2/sq MI (75.4/km²). La composizione razziale della città è del 63% bianchi, del 32% di afroamericani, dello 0.17% di nativi americani, dello 0,35% di asiatici e dell'1,54% di altre razze. Sono lo 0,97% gli ispanici e i latini.
Ci sono 3.049 famiglie di cui il 31% è di bambini al di sotto dei 18 anni di età che vivono con loro, 45% sono state le coppie sposate che vivono insieme, 17% è il sesso femminile che vivono senza il marito, e il 33% non compone una famiglia. Il 30% di tutte le famiglie è composto da singoli individui e il 14% ha qualcuno che vive da solo con oltre 65 anni di età. 
Nella città la popolazione è del 26% di età inferiore a 18 anni, dell'8% di individui dai 18 ai 24 anni, del 27% dai 25 ai 44, del 20% da 45 a 64 anni e del 17% di coloro che hanno più di 65 anni di età. L'età media è di 36 anni. Per ogni 100 femmine ci sono 86 maschi. Per ogni 100 femmine di 18 anni d'età e oltre, ci sono 78 maschi.
Il reddito medio per una famiglia nella città è di 28.730 dollari. I maschi hanno un reddito medio di 29.457 dollari rispetto a quello di 20.579 per le donne. Il reddito pro capite per la città è di 16.507 dollari. Circa il 14% delle famiglie e il 18% della popolazione è al di sotto della soglia di povertà compresi i 22% di coloro che hanno meno di diciotto anni e il 23% di quelli al di sopra dei sessantacinque anni.